# William Shimell
William Shimell (* 23. September 1952 in Brentwood (Essex)) ist ein britischer Opernsänger (Bariton) und Filmschauspieler.

## Leben
William Shimell war Mitglied des Knabenchors der Westminster Abbey und des Chors der St. Edward’s School in Oxford. Als Sänger ausgebildet wurde er von Ellis Keeler an der Londoner Guildhall School of Music sowie am National Opera Studio.
Seine internationale Karriere als Opernsänger begann 1980 mit seinem Debüt an der English National Opera als Masetto in Mozarts Oper Don Giovanni. Shimell genießt seither einen internationalen Ruf als Mozartsänger. Er galt als eine ideale Verkörperung des Don Giovanni, den er zum ersten Mal 1984 an der Welsh National Opera sang. Im folgen Jahr und 1987 sang er die Rolle an der English National Opera, danach in Amsterdam (1988) und Zürich (1993, unter Leitung von Nikolaus Harnoncourt), in München (Bayerische Staatsoper, 1994) sowie in Berlin, Frankfurt a. M., Madrid, San Francisco, Hong Kong, Santiago de Chile (1989), Lyon, beim Glyndebourne Festival sowie beim Festival d’Aix-en-Provence.
Nach einer über dreißig Jahre andauernden Karriere als Opernsänger, die ihn an fast alle großen Opernhäuser der Welt führte, begann er  mit der Hauptrolle in seinem Debütfilm Die Liebesfälscher eine zweite Karriere als Filmschauspieler. Der Regisseur Abbas Kiarostami hatte ihm die Rolle anvertraut, nachdem er 2008 mit ihm in Aix-en-Provence zusammengearbeitet hatte. In Kiarostamis Inszenierung von Mozarts Così fan tutte hatte er den Don Alfonso gesungen. Eine zweite Filmrolle gab ihm Michael Haneke in seinem Film Liebe und verpflichtete ihn wenig später ebenfalls als Don Alfonso in seiner vielgerühmten Madrider Inszenierung von Cosi fan tutte, mit Silvain Cambreling am Dirigentenpult. Shimells Don Alfonso, so bescheinigt ihm die Kritik, ist „kein ironischer Philosoph, sondern ein Zyniker mit verkorkstem Innenleben, schauspielerisch elegant gesungen [...]“.

## Repertoire
Zu seinem Repertoire gehören neben dem Don Giovanni der Papageno in der Zauberflöte, Guglielmo und Don Alfonso in Così fan tutte, Graf Almaviva und Figaro in Die Hochzeit des Figaro.
Weitere Rollen in seinem Repertoire sind Dandini in Rossinis La Cenerentola, Sharpless in Madama Butterfly, Malatesta in Don Pasquale oder Hercules in Händels gleichnamigem Oratorium.

## Diskografie (Auswahl)
- Johann Sebastian Bach: Messe in b-moll, BWV 232. Felicitry Lott, Anne Sofie von Otter, Hans Peter Blochwitz, William Shimell, Gwynne Howell; Chicago Symphony Orchestra & Chorus, Leitung Georg Solti; Decca
- Georg Friedrich Händel: Hercules. Joyce DiDonato (Dejanira), William Shimell (Hercules), Ingela Bohlin (Iole), Toby Spence (Hyllus), Malena Ernman (Lichas), Simon Kirkbride (Priester des Jupiter); Les Arts Florissants Chorus & Orchestra, Leitung William Christie; Inszenierung Luc Bondy
- Constant Lambert: Summer’s Last Will and Testament. Sally Burgess und William Shimell; English Northern Philharmonia, Leitung David Lloyd-Jones; Helios
- Wolfgang Amadeus Mozart: Così fan tutte. Chor u. Orchester des Teatro Real de Madrid, Leitung Sylvain Cambreling, Regie Michael Haneke; Anett Fritsch, (Fiordiligi), Juan Francisco Gatell (Ferrando), Andreas Wolf (Guglielmo), Paola Gardina (Dorabella), William Shimell (Don Alfonso), Kerstin Avemo (Despina);  Madrid 2013.; DVD Emi Classics
- Wolfgang Amadeus Mozart: Don Giovanni. Highlights. Wiener Philharmoniker, Leitung Riccardo Muti; mit William Shimell (Don Giovanni), Cheryl Studer (Donna Anna), Carol Vaness (Donna Elvira); DVD Emi Classics
- Igor Strawinski: The Rake’s Progress; Symphony Orchestra und Chorus von La Monnaie - De Munt, Brüssel, Leitung Kazushi Ōno; Laura Claycomb (Anne Trulove); Andrew Kennedy (Tom Rakewell), William Shimell (Nick Shadow), Dagmar Pekova (Baba the Turk); Inszenierung Robert Lepage 2008. Opus Arte

## Filmografie
- 2010 Die Liebesfälscher (Copie conforme);  Regie Abbas Kiarostami
- 2012 Liebe (Amour); Regie Michael Haneke
- 2014 Aloft (No llores, vuela); Regie Claudia Llosa
- 2016 Miranda's letter, Kurzfilm; Regie: Teresa Griffin